# 2011年和田市“7·18”暴力恐怖袭击事件
和田“7·18”严重暴力恐怖事件是2011年7月18日在中华人民共和国新疆维吾尔自治区和田地区和田市发生的一起严重暴力袭击事件，中国官方将此事件定性为“恐怖袭击”。暴力恐怖分子先后袭击了税务所和和田市纳尔巴格街派出所。在袭击税务所时造成2名税务所干部受伤。在袭击派出所时，暴力恐怖分子劫持人质6名，杀害1名联防队员（协警员），杀害2名在派出所办事的群众（当时也是人质，不包括在前述6名人质中），重伤2名无辜群众。暴力恐怖分子还在派出所楼顶升起写有“真主至上，以真主名义开始”的黑色圣战旗帜。袭击派出所事件处理过程中，1名武警战士死亡，1名特警、1名联防队员（协警员）受伤；14名暴力恐怖分子被公安和武警击毙，4名被抓获；6名人质被解救。7月20日凌晨，新疆维吾尔自治区人民政府网站披露了和田市公安局纳尔巴格街派出所遇袭的细节和正式的伤亡数字，表示“这是一起有组织、有预谋，劫持人质，纵火、爆炸、杀人，攻击基层政法机关的严重暴力恐怖案件。”

## 事件过程
和田市公安局纳尔巴格街派出所位于和田市台北东路357号，旁边是一个税务所。派出所办公楼共2层，占地面积不大。
据天山网报道，“初步查明，18名暴徒16日先后潜入和田市，购买、制造各种施暴凶器。”这伙暴力恐怖分子的年龄约在20岁到40岁之间，绝大多数操外地口音，均为男性。其中一些暴徒脚穿旅游鞋，“可能是为了逃跑方便。”派出所所长阿不来提·买提尼亚孜说。
实际上，在事件发生前一天即7月17日，派出所的民警在该派出所旁边就发现了2名可疑人员并带回该派出所盘查，发现系来自喀什地区的外来人员，身上携带有管制刀具。因嫌疑人未交待任何有价值的情况，办案民警又觉得可疑，故将二人留置审查。
据参与事件处置行动的武警支队介绍，7月18日，这伙有预谋、有准备的暴力恐怖分子突然对派出所旁边的税务所发动袭击，造成2名税务所干部受伤。他们又趁该派出所民警接警和巡逻警力空虚之际，突然袭击派出所，焚烧警车，劫持人质，并杀害协警员以及在该派出所办事的无辜群众。
据事发当天参与救治行动的和田地区人民医院普外科主任艾尔肯·吾买尔说，暴徒用刀子捅伤的2名税务所干部中，其中1名伤势很严重，腹部被捅了4刀，在手术过程中输血达4000多毫升，幸而救治及时得以挽回性命。
据所长阿不来提·买提尼亚孜（维吾尔族）说：“星期一上午10点派出所开会，开完会大概11点多，我带领民警到社区去开展流动人口排查工作，出门后不久他们就冲进派出所发动了袭击。”
派出所民警阿布力孜说，在这伙暴力恐怖分子来到派出所门口时，当时正在该派出所办公楼门口执勤的协警员买买提·艾里（维吾尔族）要求他们登记，暴力恐怖分子突然向他发动袭击，砍了20多刀。
派出所所长阿不来提·买提尼亚孜告诉《环球时报》记者，在事件发生时，他正带领该派出所绝大部分警力在社区走访群众。他说：“当我们赶到派出所大门口时，暴徒已经占领派出所，我用维吾尔语喊话，告诉他们不要干违法的事情，有什么事情心平气和地讲，但暴徒根本不听，向警察投掷汽油瓶和石头。”
阿不来提·买提尼亚孜还说，他从办公室看到派出所的一名协警员被冲进来的人摁倒并杀死，而且当时派出所里还有许多来办事的群众，他特别担心。因为他当时已经看见自己派出所的人被杀死，所以他马上鸣枪示警但没有效果，那些人还在拼命往前冲。所以，他开枪击中了带头往前冲的一个人的腿。但没想到那些人疯狂地拼命往前冲。因此后来赶来增援的警察把那些人打死了。
当时在该派出所一楼负责留守值班的31岁的女民警热依汗·古丽（维吾尔族）说：“两名群众到我办公室办事，我听见外面有喊声，立即跑出去看。看见十几个暴徒拿着刀子、斧头在疯狂砍杀一个躺在地上的民警。当时我吓坏了，赶紧跑回办公室把门反锁，三四个暴徒追过来踢开了门，把正在燃烧的汽油瓶扔进了办公室。”
女民警热依汗·古丽当时正在该派出所一楼的办公室里为和田一中的2位女老师米热古丽和吐尔逊办理介绍信。三个暴徒朝这边冲过来，还随手扔进几个燃烧瓶。女民警热依汗·古丽告诉记者：“他们都是留着浓密胡子的年轻人，我没有见过这么恐怖的双眼，他们什么话也没有说，直接扔了两个燃烧瓶，他们看到整个房间烧着了后，转身把门带上了。”米热古丽说，“由于窗户有铁栅栏出不去，我们都挤到窗户边打开窗户求救。”在窗户外面的商户的热心帮助下，热依汗·古丽带领两名女老师成功地从窗口离开房间，并迅速将她们安置在派出所附近的一家地毯店内。热依汗·古丽事后接受采访时表示，虽然暴徒与自己是同一个民族，但是这种残暴是任何人都无法容忍的。
事件目击者、75岁的和田市居民吐逊大爷对记者说，7月18日中午12点左右，他先是听到几声爆炸声，接着看到纳尔巴格街派出所一楼沿街的2个房间烧着了，在滚滚浓烟中，有人在房间窗户旁隔着防护栅栏对外呼救。他在路人的帮助下将房间窗户的铁条防护栅栏掀起来，先后从正在燃烧的房间里救出了7个人：一个房间里的2名女群众和女民警热依汗·古丽，另一个房间里的3名男子和1名孕妇。
事发时，19岁的托乎提·买买提和另外4名群众正在该派出所内办理暂住证，当他看到几名持刀暴徒冲过来时，赶忙将屋门反锁，用桌子等家具顶住门，暴徒最终未能打开该门。托乎提·买买提说，“当时要不是躲在房间，我可能也是受害人之一，特别愤恨这样滥杀无辜的行径。”他还说，“当时我都被吓傻了，脑子一片空白，被救出来时看见大厅里有一堆血迹，院子里全是警察和武警。”
亲历袭击事件的来自和田地区墨玉县的吐尔逊是在和田市做生意的小老板，当时也在该派出所内办理暂住证。他刚进办公室没几分钟，就听见外面劈劈啪啪砸门，冲进来的这些人一进门不管被害者是哪个民族的就下手砍人。
暴力恐怖分子冲到派出所二楼，劫持人质并杀害了2名汉族女群众。事后和田市公安局负责现场勘查的一名警察说，二楼的杀人现场非常残忍，暖气片、热水器和墙壁上面都是血迹。被害的两名女性，“一名趴在门口、另一名躺在窗户下，身上遭受多处刀斧伤。”据参与救治的和田地区人民医院急诊科的一名医生说，在二楼被杀害的两名女性，“身上有几十处刀伤，血肉模糊。”派出所所长阿不来提·买提尼亚孜称，“我親眼看到他們用刀子砍向群眾。”而且暴徒殺人手法十分殘忍，“被殺害群眾的臉部、鼻子和耳朵都被砍了”。
一名派出所民警回憶，暴徒在該派出所辦公樓内打、砸、燒，又高喊宗教狂熱口號，並衝到派出所辦公樓樓頂與警方對峙。据和田市警方介绍，“暴徒用办公室的沙发、桌椅等堵住了通往二楼的楼梯口，并用燃烧的汽油瓶袭击一楼意欲解救人质的警察和武警，而且在楼顶悬挂圣战的标旗。”和田市公安局党委副书记赵根林说，暴力恐怖分子准备了写有“真主至上，以真主名义开始”字样的黑色圣战旗帜，在该派出所楼顶悬挂，意在扩大社会影响。
事件发生后，新疆维吾尔自治区主要领导迅速到达新疆维吾尔自治区公安厅指挥中心，和田地区也启动了突发事件应急预案，立即组织了公安、武警等力量赶赴现场处置。13时30分许，事态得到有效控制，事发地秩序得到恢复。
7月20日晚，和田警方带记者来到遇袭的派出所。记者看到，“大部分办公室被焚烧过，楼梯和墙壁上都有清晰的弹孔，二楼一扇办公室的门被暴徒砍得千疮百孔。虽然经过了简单的涂刷，依然能感觉到这里曾经受的浩劫。”
事件发生后，遇袭派出所附近有警车戒备。至7月19日，和田市市面大致平静。

## 事件调查
7月18日下午，中华人民共和国公安部对外发布消息称，“当日中午12时许，新疆和田市一公安派出所遭一伙暴徒袭击。暴徒冲进派出所袭击民警，劫持人质并实施纵火。我公安、武警迅速赶赴现场，当场击毙数名正在行凶和负隅顽抗的暴徒，成功解救6名人质。截至13时30分，事态已得到有效控制。事件中，1名武警、1名联防队员牺牲，2名人质被害，1名联防队员受重伤。后续处置工作正在进行中。国家反恐办已派出工作组赶赴新疆指导处置工作。”
7月20日凌晨，新疆维吾尔自治区人民政府网站披露了和田市公安局纳尔巴格街派出所遇袭的细节和正式的伤亡数字，称“这是一起有组织、有预谋，劫持人质，纵火、爆炸、杀人，攻击基层政法机关的严重暴力恐怖案件。”
7月20日20时，新疆维吾尔自治区和田市公安局在接受媒体采访时称，7月18日发生在和田市的暴徒袭击派出所事件是“严重暴力恐怖案件”。据和田市公安局副局长白合提亚说，“事件发生后，公安、武警击毙凶犯和负隅顽抗的暴徒14人，抓获4人，成功解救6名人质，缴获斧头、匕首、砍刀、折叠刀等暴力械具30件，未燃烧的汽油瓶3个，石块48块，弹弓一把，辣椒面30克。”据和田市公安局党委副书记赵根林说，“事件处理过程中，1名武警战士牺牲、1名特警、1名联防队员受伤。初步查明，这是一起有组织、有预谋的纵火、爆炸、杀人、攻击基层政法机关的严重暴力恐怖事件。”
新疆维吾尔自治区人民政府新闻办公室主任侯汉敏7月20日在接受《环球时报》记者采访时表示，和田市公安局纳尔巴格街派出所遭到的恐怖袭击呈现出了新的特点，即组织严密、手段残忍、目标明确：“暴徒们提前多路分头潜入和田市后，分散购买凶器，以避免引起注意。他们冲进纳尔巴格街派出所后，绑架人质，并砸毁记录资料的电脑，且掷出屋外。其次，暴徒们袭击的对象跟民族并没关系。尽管遇难的2名人质和1名武警是汉族，但在他们冲击派出所之前沿途捅伤的两人却是当地的少数民族群众。事实上，在这起事件中4名伤员全是少数民族民众，其中一名伤员更是被暴徒用刀捅了脖子。第三，也是最为重要的是，在对派出所一楼进行纵火和破坏后，他们迅速登到派出所房顶，悬挂出极端宗教旗帜。”
据此，此次事件中各方面共有18人死亡，6人受伤（受伤者中不计暴力恐怖分子）。18名死亡者中，2名人质（女，汉族），1名武警战士（吴艳杰，汉族，中国人民武装警察部队新疆总队第五支队战士），1名联防队员（协警员，买买提·艾里，维吾尔族），14名暴力恐怖分子（维吾尔族）。6名受伤者中，2名群众（维吾尔族），2名税务所干部（维吾尔族），1名特警、1名联防队员（协警员）。

## 事件分析
对于此次袭击事件的发生背景，有分析人士指出，“近年来，中央及新疆当地政府已经对恐怖势力采取高压打击态势。2010年，中国公安部宣布抓捕10余名恐怖组织骨干成员，其中包括「东突」潜入新疆的重要头目阿不都热西提·阿不来提。当局还频频推出惠民政策，力图瓦解恐怖势力的社会基础。”“今年5月，美国宣布击毙恐怖大亨本·拉登后，中国政府敏感地注意到「东突」分子加速回流的现象，在新疆喀什高调举行「天山─2号」联合反恐演习，以威慑和压制境内外恐怖分子。”
分析人士指出，“这次袭击与2008年北京奥运前夕喀什事件有相似之处，当时武装分子驾卡车袭击正在出操的喀什公安边防官兵，造成16人死亡。两次事件均为恐怖分子主动袭击维稳力量，妄图打击官方信心，破坏民众安全感。”“此次袭击对象是具有一定防御能力的警方机构，透露出恐怖势力的猖狂，也凸显出新疆反恐面临的难题。”
对于袭击手法，分析人士称，“此次和田事件还传递出多重危险信号。一是袭击规模较小，几乎难以预警和防备，恐怖势力很可能藉此尝试零散化的作案方式；二是恐怖分子在时间上避开了警方戒备的高度敏感期，加上中共和田地委书记近期易人，正是反恐相对薄弱之际；三是暴徒手法具有自杀式袭击色彩，表现出明显的恐怖主义特征。这些情况都对目前中国政府采取的以防备为主的反恐策略带来新考验，警示官方须更加重视情报搜索、可疑分子监控等主动预防措施。”

## 国际媒体报道
7月18日美联社等西方媒体在援引中国官方媒体说法时，给暴徒一词打上了引号，而且援引世界维吾尔大会在德国的发言人迪里夏提对法新社、美联社等西方媒体的说法，称有超过100名维吾尔族人7月18日一早为“抗议政府非法征地”以及要求获知“7·5”事件亲属下落举行和平示威，后与警方发生冲突。迪里夏提还称“警方随后向示威者开枪，13名示威者被拘捕，至少1人受重伤”。迪里夏提没有解释游行队伍是如何在狭小的派出所内游行的，也没有提供和本次游行相关的任何照片。
新疆维吾尔自治区人民政府新闻办公室主任侯汉敏7月18日对《环球时报》记者称，“这种说法完全是胡说八道”。他同时透露了袭击事件的一些细节说，和田7月18日并没有所谓的和平示威，“这完全是一次有组织有计划的以公安派出所为目标的暴力恐怖袭击事件，暴徒们持爆炸装置和燃烧瓶，先冲进派出所旁边的工商局和税务所，行凶伤了两人。在发现目标有误后转而攻击派出所，从一层冲到二层，并打出标榜分裂主义的旗帜。暴徒们还在派出所内实施纵火并扣押、杀害人质，同时与前来控制事态的武警和警察对峙。他们的行事方式和携带的武器都证明了这起事件的性质。”
新疆维吾尔自治区官方7月20日公佈事件細節，並允許境外記者進入現場進行採訪。同日，《環球時報》針對此前境外媒体在事件發生後迅速将事件纳入“维汉冲突”的框架並称“中国打着反恐旗号镇压维吾尔族人”發表社評，認爲“任何原因都不能成为文明社会原谅恐怖主义的理由，对无辜者发动有组织的致命袭击，都是罪恶的，对它的谴责和打击应当是无条件的。当西方舆论为和田事件的暴徒做辩解时，他们背叛了这个世界的基本公义。”社評稱，“和田事件再次告诉中国人，我们决不能对西方支持中国反恐抱任何幻想，西方虽然不是公开的，但他们已经成为中国恐怖主义事实上的怂恿者甚至朋友。在反恐问题上，中国很可能长期都是孤独的。”

## 善后工作
2011年7月22日上午，中国人民武装警察部队新疆总队第五支队为该支队在“7·18”暴力恐怖袭击事件中牺牲的吴艳杰烈士举行了追悼会。吴艳杰是该支队战士，1989年11月出生于河南省扶沟县，2009年12月入伍，牺牲时为上等兵警衔。吴艳杰牺牲后，武警新疆总队党委决定追认他为革命烈士、中共党员，并追记一等功。与此同时，武警新疆总队党委要求新疆武警部队深入开展名为“学习吴艳杰、维稳当先锋”的活动。200万和田地区各民族群众也开展了向吴艳杰烈士学习的活动。